# Наджафов, Ниязи Наджаф Кули оглы
Ниязи Наджаф Кули оглы Наджафов (азерб. Nəcəfov Niyazi Nəcəfqulu oğlu; 23 февраля 1922, Баку — 12 июля 1991, Баку) — советский хозяйственный, государственный и политический деятель.

## Биография
Родился 22 февраля 1922 года в Баку в семье служащего. Окончил Азербайджанский государственный университет.
Член КПСС с 1943 года.
С 1941 года — на хозяйственной, общественной и политической работе. 
С 1941 года — военнослужащий Закавказского военного округа Советской Армии. С 1942 года — ответственный работник органов государственной безопасности Азербайджанской ССР.
С 1971 года — первый секретарь Азизбековского районного комитета Коммунистической партии Азербайджанской ССР города Баку.
Избирался депутатом Верховного Совета Азербайджанской ССР 8—12 созывов.
Член мандатной комиссии Верховного Совета Азербайджанской ССР. Член комиссии Верховного Совета Азербайджанской ССР по культуре.
Умер 12 июля 1991 года в Баку.